# Christian Bader
Pour les articles homonymes, voir Bader.
 (juillet 2024).
Christian Bader, né à Mulhouse (Haut-Rhin) le 12 décembre 1959, est un diplomate français actuellement ambassadeur de France à Djouba (Soudan du Sud).

## Biographie
Christian Bader est diplômé de l'Institut d'études politiques de Paris (section service public, 1982). Il passe le concours pour le recrutement des secrétaires-adjoints des affaires et étrangères et rejoint le Ministère des Affaires étrangères en octobre 1983.
Dans son premier poste, en République fédérale d'Allemagne, il participe aux travaux du "groupe de Bonn" chargé des affaires allemandes et en particulier des questions berlinoises.
Après plusieurs affectations, essentiellement sur le continent africain, il est envoyé à Djouba comme Consul général de France en octobre 2010 et devient le 11 octobre 2011 le premier ambassadeur de France au Soudan du Sud, pays devenu indépendant le 9 juillet 2011.
Ambassadeur de France à Malabo en Guinée équatoriale de 2015 à 2016, puis à Bangui en République centrafricaine de 2016 à 2018, Il est ensuite chargé de mission au Centre de Crise et de Soutien du Ministère de l'Europe et des Affaires étrangères, avant d'être nommé le 1er septembre 2020 ambassadeur, chef de la Délégation de l'Union européenne au Soudan du Sud. Il est nommé pour la seconde fois ambassadeur de France dans le même pays, le 5 septembre 2022 .

## Publications
Passionné d'ethnographie et de linguistique (son premier ouvrage, paru en 1997, est un lexique du dialecte haut-alémanique parlé dans le Sud de l'Alsace, dont il est un locuteur natif), grand voyageur, Christian Bader a publié de nombreuses études consacrées à des communautés et à des langues du continent  africain. 
À l'issue de plusieurs expéditions effectuées aux confins de l'Éthiopie et du Soudan du Sud, dont la principale est relatée dans Les Guerriers Nus (2002), il a contribué, dans des articles parus dans les Annales d'Éthiopie (vol.16, 2000) et dans l'Encyclopaedia Aethiopica (Vol.16, 2000), à l'identification et à la classification de la langue surmique des "Baale (en)" ou "Suuri", parfois appelés Kichepo.
Christian Bader publie en décembre 2014, sous le titre Visages, Peuples de l'Afrique Orientale, un livre de photographies consacré à une trentaine d'ethnies établies dans la zone où se rejoignent les frontières de l'Èthiopie, du Kenya, de l'Ouganda et du Soudan du Sud. 
Ce livre, qui couvre plus de vingt années d'expéditions, fait l'objet d'un article de l'ethnologue Serge Tornay paru en 2016 dans la revue "L'Homme", où est évoqué le concept de Zomia développé en 2009 par le politologue américain James C. Scott. Christian Bader travaille actuellement à la sauvegarde de la langue nilotique orientale quasi éteinte des Lokathan ou Ketebo, avec le dernier locuteur de cette langue, jadis parlée dans le Sud de l'actuel comté d'Ikotos, dans l'Etat régional sud-soudanais de l'Equatoria oriental.
- Lexique des parlers sundgauviens, éd. du Rhin, 1997[11]
- La Namibie, Karthala, 1997[12]
- Le Sang et le lait. Brève histoire des clans somali, Maisonneuve & Larose, 1999, 255 p.[13]
- Mythes et Légendes de la Corne de l’Afrique, Karthala, 2000[14]
- «Notes sur les Balé du sud-ouest de l’Éthiopie», Annales d’Éthiopie, vol. 16, 2000, p. 107-124, voir en ligne
- Les Yibro, Juifs oubliés de la Corne de l’Afrique, L’Harmattan, 2000[15]
- Les guerriers nus, Payot Rivages, 2002[16]
- compte rendu de Être l’Autre : les fusils jaunes, de Serge Tornay, Annales d’Éthiopie, vol. 19, 2003, voir en ligne
- Les noms de personnes en somali, L’Harmattan, 2004[17]
- Parlons oromo : une langue de la Corne de l’Afrique, L’Harmattan, 2007[18]
- Yéniches. Les derniers nomades d’Europe, L’Harmattan, 2007[18]
- Parlons karimojong : une langue d’Afrique orientale, L’Harmattan, 2008[19]
- « Les appuie-tête de l’Afrique orientale : un témoin culturel », in Le Rift est-africain. Une singularité plurielle, IRD éditions, 2009[20]
- « Identité et dispersion chez les Jiye du Soudan du Sud », Annales d’Éthiopie, vol. 27, 2012[21]
- « Un isolat surmique au Soudan du Sud : les Tennet », Annales d’Éthiopie, vol. 28, 2013[22]
- Visages. Peuples de l'Afrique orientale, 2014[23]
- « Note sur les appuis-tête de la basse vallée de l'Omo » in Appuis-Nuque de la Corne de l'Afrique, Odilon Audouin, Toguna, 2016[24]

## Distinctions
- Chevalier de la Légion d'honneur(31 décembre 2011)[25]
- Chevalier de l'ordre national du Mérite (30 avril 2002)[26].
- Commandeur de l'ordre de la reconnaissance centrafricaine (2016)